# Kitcha

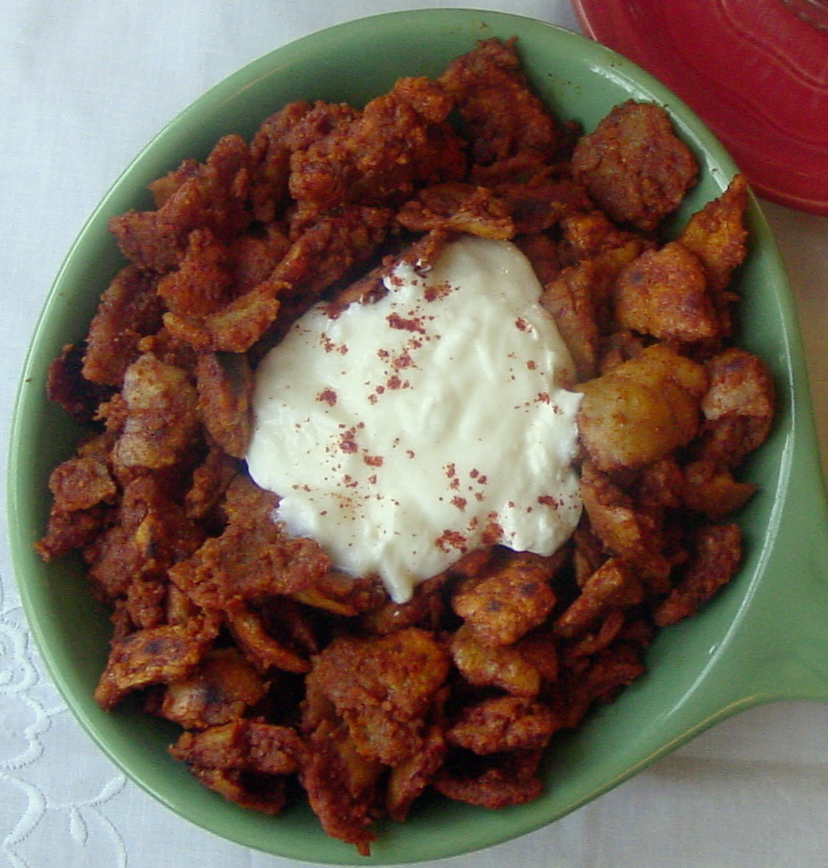
Un piatto di fit-fit

Kitcha (o kita) è un sottilissimo pane azzimo a base di grano tipico della cucina eritrea ed etiope. Viene preparato, in genere, con farina, acqua e sale e cucinato su una padella scaldata ad alta temperatura, dalla forme variabili, fin quando non è cotto da un lato. È visibile una leggera tostatura su ogni lato.
Kitcha assume la forma della pentola con la quale viene cotto (molto simile ad un pancake, anche se con quest'ultimo non vi è alcun rapporto).
Viene più consumato spesso con un piatto chiamato fit-fit.